# Бен Платт
Бе́нджамін Шифф Платт (англ. Benjamin Schiff Platt; нар. 24 вересня 1993) — американський актор, автор пісень та виконавець. Свою кар'єру розпочав ще в дитинстві, виступав у бродвейських постановках. Найвідоміший за головною роллю в мюзиклі «Любий Еван Гансен», за яку отримав кілька номінацій та нагород, у тому числі премію «Тоні» в категорії «Кращий актор у мюзиклі» 2017 року. З 2019 року він знявся у комедійному драматичному серіалі Netflix «Політик», за роль в якому номінований на премію «Золотий глобус» за найкращу чоловічу роль в телесеріалі — комедія або мюзикл.
У 2017 році Платт потрапив до щорічного списку найвпливовіших людей у світі Time 100.

## Ранні роки
Бен Платт народився в американському місті Лос-Анджелесі, штат Каліфорнія, в єврейській родині Джулі Платт (уродженої Берен) і продюсера Марка Платта, четвертий із п'яти дітей. Батько Бена — продюсер кіно, телебачення та театру (брав участь у створенні таких стрічок, як «У темному-темному лісі», «Ла-Ла Ленд», «Мері Поппінс повертається» та театрального мюзиклу «Wicked»).
Навчався в школі сценічного мистецтва Еддерлі (англ. Adderley School for Performing Arts), де брав участь у театральних постановах, включаючи мюзикли «Бувай, пташко» та «У темному-темному лісі». Пізніше Платт відвідував школу Гарвард-Вестлейк (англ. Harvard-Westlake School), яку закінчив у 2011 році. Після цього він вступив до Колумбійського університету Нью-Йорка, але полишив навчання через шість тижнів, після підписання контракту на участь у чиказькому мюзиклі «Книга Мормона». Був учасником університетського акапельного гурту «Nonsequitur».

## Акторська кар'єра

### 2002— 2014: Початок
Перший деб'ют на сцені відбувся у віці 9 років, коли Бен Платт зіграв разом з Крістін Ченовет у виставі «Музикант» (англ. The Music Man) на концертному майданчику Голлівуд-Боул. В одинадцятилітньому віці брав участь в національному турі мюзиклу «Керолайн або зміна» Джанін Тесорі та Тоні Кушнера. 
У 17 років він перевтілився в персонажа Жана Вальжана для вистави молодіжного театру «Знедолені». Серед інших його перших ролей — Клод Буковскі у спектаклі «Волосся» Колумбійського університету.
У 2012 році Платта було обрано на роль старійшини Арнольда Кеннінгема у чиказькій постановці «Книга Мормона». Прем'єра вистави відбулася в театрі «Bank of America» 19 грудня 2012 року після тижневого періоду попередніх переглядів.  Публіка прихильно сприйняла виставу, а критики високо оцінили гру Платта, назвавши його «справжнім відкриттям у цій новій чиказькій постановці». Пізніше Платт повторно грав роль старійшини Кеннінгема на Бродвеї в театрі Юджина О'Ніла з 7 січня 2014 року по 6 січня 2015 року 
У 2012 році Платт зіграв роль у музичній комедії «Ідеальний голос» за мотивами книги Міккі Репкіна «Співай ідеально: Погоня за славою вокаліста а капела». Платт грає милого підлітка Бенджі Епплбаума поруч з відомими акторами Анною Кендрік, Скайлером Естіном, Ребел Вілсон, Адамом ДеВайном, Анною Кемп та Бріттані Сноу. За свою гру був номінований на премію Teen Choice Awards у категорії Choice Movie: Краща чоловіча епізодична роль. У 2015 році Платт повторив роль Бенджі Епплбаума у продовженні «Ідеальний голос 2». З того часу він також з'явився у фільмах «Любити ніколи не пізно» (ориг. назва «Рікі та Флеш») та «Біллі Лінн: Довга перерва посеред бою».

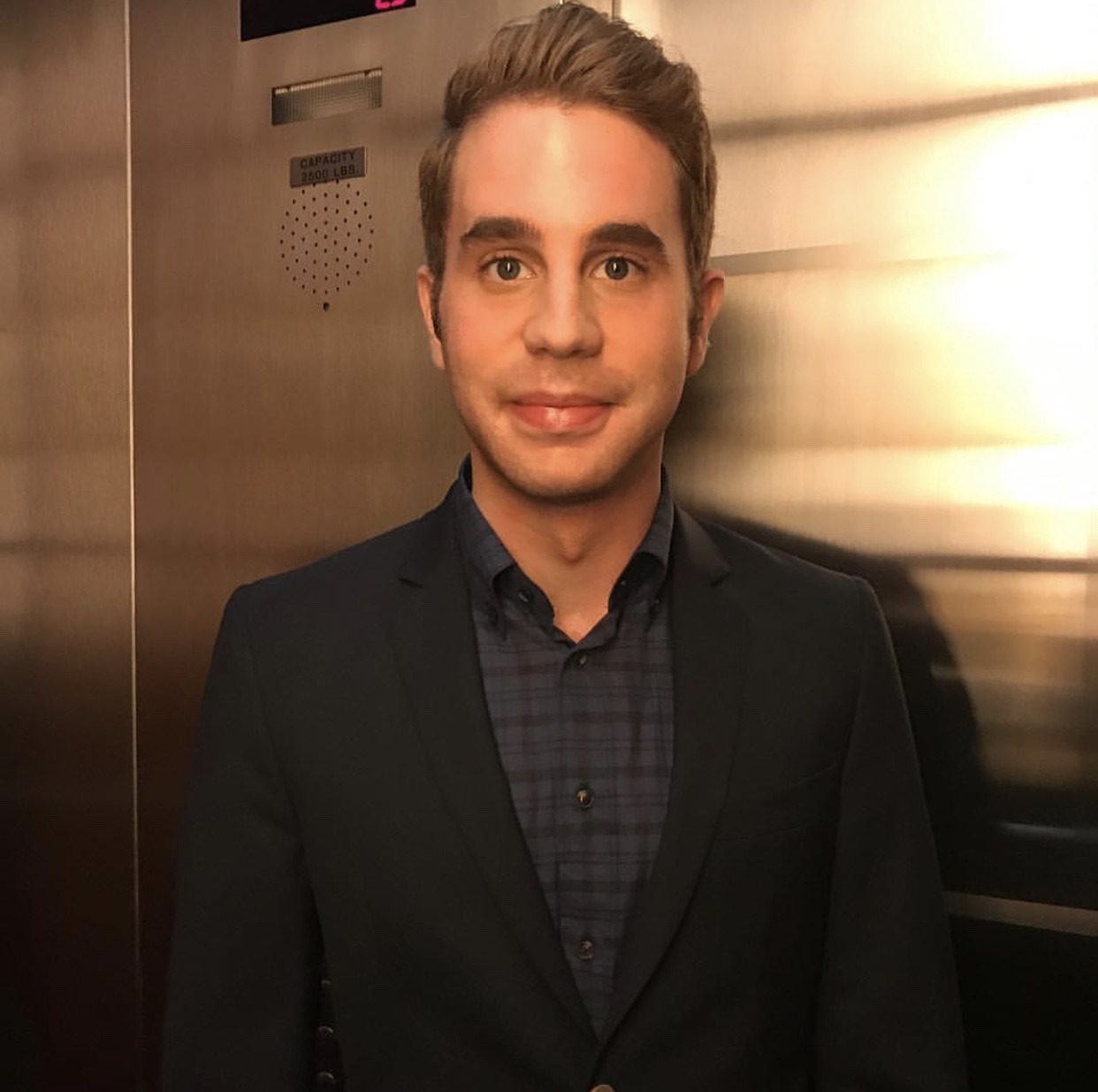
Бен Платт у 2017 році

### 2015 — 2017: «Любий Еван Хенсен»
У 2016 році Платт виконав головну роль в мюзиклі «Любий Еван Хенсен». За свою роботу Бен отримав високу оцінку від критиків, які назвали його виконання «історичним» і «одним з кращих чоловічих перфомансів в історії». За свою роль актор був удостоєний численних нагород, у тому числі премії «Тоні» в категорії «Краща чоловіча роль в мюзиклі». Востаннє в «Любому Евані Хенсені» він з'явився 19 листопада 2017 року.
Платт також взяв участь як запрошена зірка у дев'ятому сезоні серіалу «Вілл і Грейс».

### 2017 — 2020: «Політик»
Починаючи з 2019 року, Платт знімається в комедійно-драматичному серіалі «Політик» у ролі амбітного юнака Пейтона Гобарта, який попри все прагне стати професійним політиком. За цю роль у 2019 році актор був номінований на премію «Золотий глобус» у категорії «Краща чоловіча роль в телевізійному серіалі — комедія або мюзикл».
9 жовтня 2019 року Netflix продовжив серіал на другий сезон. Роботу над другим сезоном закінчили навесні 2020 року, перед початком пандемії коронавірусу. Нові епізоди серіалу стали доступні підписникам на стримінговій платформі Netflix 19 червня 2020 року.

## Особисте життя
У віці 12 років зізнався своїй родині про свою гомосексуальну орієнтацію. 2019 року здійснив публічний камінґаут у відеокліпі до своєї композиції «Ease My Mind».
У 2020 році повідомив, що зустрічається з актором та музикантом Ноєм Ґелвіном, з яким вони разом грали в мюзиклі «Любий Еван Хансен».
Навесні 2020 року перехворів на коронавірусну хворобу COVID-19, про це він зізнався у своєму твітер-аккаунті. За словами Платта, «це було схоже на жахливий грип, який тривав близько 3 тижнів. На щастя, я повністю одужав».

## Ролі в театрі, кіно та на телебаченні

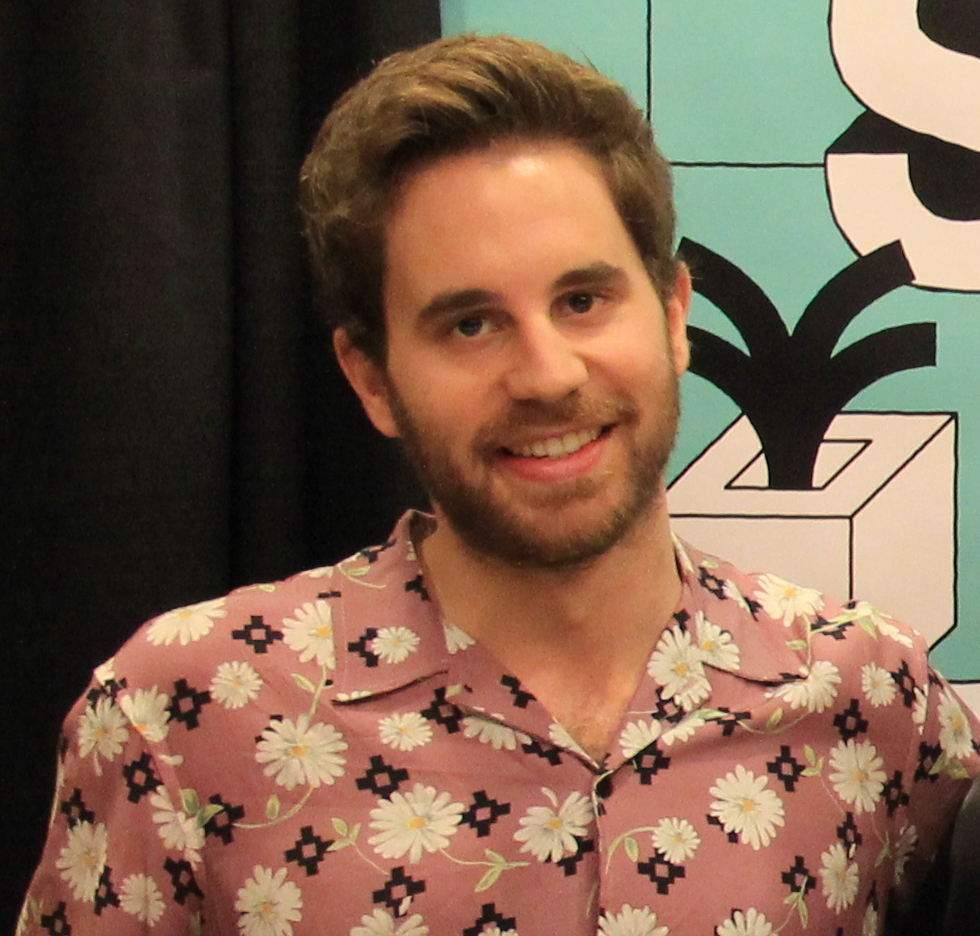
Платт у 2019 році

### Театр
| Рік       | Виробництво         | Роль                         | Місце проведення         | Примітки                  |
| --------- | ------------------- | ---------------------------- | ------------------------ | ------------------------- |
| 2002      | Музикант            | Winthrop Paroo               | Голлівудська чаша        | Лос-Анджелес              |
| 2004      | Маме                | Патрік Денис                 | Голлівудська чаша        | Лос-Анджелес              |
| 2004      | Кароліна, або Зміна | Ноа Геллман                  | Ahmanson Theatre         | Національний тур          |
| 2005      | Глухий кут          | Філіп Грісвальд              | Ahmanson Theatre         | Лос-Анджелес              |
| 2012      | Сила Даффа          | Рікі Дафф                    | Ahmanson Theatre         | Регіональний              |
| 2012      | Чорні костюми       | Кріс Турсер                  | Barrington Stage Company | Регіональний              |
| 2012—2013 | Книга Мормона       | Старійшина Арнольд Каннінгем | PrivateBank Theatre      | Чикаго                    |
| 2014—2015 | Книга Мормона       | Старійшина Арнольд Каннінгем | Театр Юджина О'Ніла      | Бродвей                   |
| 2015      | Любий Еван Хансен   | Еван Хансен                  | Arena Stage              | Вашингтон, округ Колумбія |
| 2015      | Аліса назавжди      | Альфред                      |                          | Майстерня                 |
| 2016      | Таємний сад         | Дікон                        | David Geffen Hall        | 25-й щорічний концерт     |
| 2016—2017 | Любий Еван Хансен   | Еван Хансен                  | Second Stage Theatre     | Офф-Бродвей               |
| 2016—2017 | Любий Еван Хансен   | Еван Хансен                  | Music Box Theatre        | Бродвей                   |
| 2018      | Парад               | Лео Франк                    |                          | Майстерня                 |

### Кіно
| Рік           | Заголовок                                          | Роль                      | Примітки                 |
| ------------- | -------------------------------------------------- | ------------------------- | ------------------------ |
| 2006          | Червона Шапочка                                    | Бойскаут № 1              |                          |
| 2012          | Ідеальний голос                                    | Бенджі Епплбаум           |                          |
| 2015          | Ідеальний голос 2                                  | Бенджі Епплбаум           |                          |
| 2015          | Любити ніколи не пізно                             | Деніел                    | Інша назва: Рікі та Флеш |
| 2016          | Біллі Лінн: Довга перерва посеред бою              | Джош                      |                          |
| 2017          | Жіночий мозок                                      | Джоель                    |                          |
| 2019          | Керувати цим містом                                | Брем Шрайвер              |                          |
| 2019          | Батьки легкої поведінки                            | Джейсон Джонсон           |                          |
| 2020          | Бен Платт у прямому ефірі на Radio City Music Hall | В ролі самого себе        |                          |
| 2020          | Батько нареченої, частина 3                        | Джордж «Джорджі» Маккензі | Короткометражний фільм   |
| В майбутньому | Розбиті діаманти                                   | Скотт                     | Завершено                |
| В майбутньому | Любий Еван Хансен                                  | Еван Хансен               | Фільмування              |
| В майбутньому | Merrily We Roll Along                              | Чарлі Крінгас             | Фільмування              |

### Телебачення
| Рік       | Назва         | Роль          | Примітки                                                        |
| --------- | ------------- | ------------- | --------------------------------------------------------------- |
| 2017      | Вілл та Грейс | Блейк         | Епізод «Хто твій татко»                                         |
| 2019–2020 | Політик       | Пейтон Гобарт | Головна роль (2 сезони, 15 епізодів); також виконавчий продюсер |
| 2020      | Країна пісень | В ролі себе   | Епізод: «Бен Платт»                                             |
| 2020      | Сімпсони      | Блейк (голос) | Епізод: «Розбиті три мрії»                                      |

## Музична діяльність

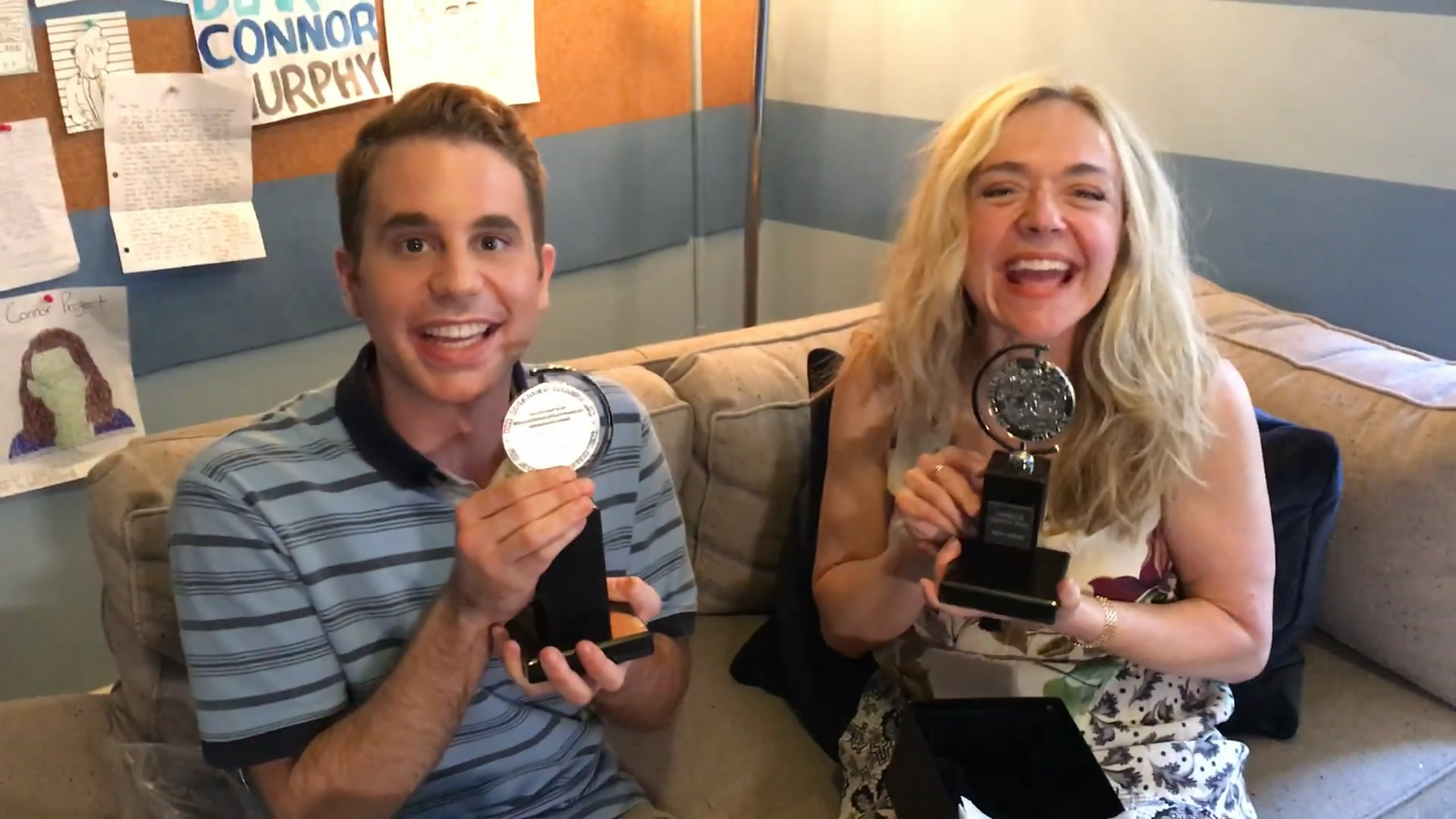
Бен Платт разом з Рейчл Бей Джонс з нагородами 71-ї церемонії вручення премії «Тоні»

У 2017 році Бен Платт дебютував як поп-виконавець. 7 вересня 2017 року було оголошено, що Платт підписав контракт зі студією звукозапису «Atlantic Records». 
28 січня 2018 року він взяв участь у концерті Леонарда Бернстайна «Десь» у прямому ефірі під час 60-ї щорічної церемонії «Греммі» у супроводі Джастіна Голднера, Адель Штайн та в аранжуванні Алекса Лакамуара. 
29 березня 2019 року вийшов його дебютний альбом «Sing to Me Instead». Після виходу свого дебютного альбому у травні 2019 року Платт розпочав своє перше північноамериканське турне. Тур завершився 29 вересня 2019 року концертом на майданчику Radio City Music Hall в Нью-Йорку, який було записано для подальшої трансляції на Netflix.  Платт випустив новий сингл «Дощ» 23 серпня 2019 року, згодом, 10 вересня 2019 року вийшов музичний кліп. 21 квітня 2020 року Платт повідомив через мережу Instagram, що відеозапис його концерту  Radio City у формі телевізійного спектаклю «Бен Платт у прямому ефірі від Radio City Music Hall» вийде на Netflix 20 травня 2020 року. 

## Дискографія

### Студійні альбоми
- Sing to Me Instead (2019)

### Альбоми-саундтреки
- Dear Evan Hansen (Original Broadway Cast Recording) (2017)
- The Politician (Music from the Netflix Original Series) (2019)

## Нагороди та номінації
| Рік  | Нагороди                                   | Категорія                                                  | Робота                                  | Результат |
| ---- | ------------------------------------------ | ---------------------------------------------------------- | --------------------------------------- | --------- |
| 2013 | Teen Choice Awards                         | Choice Movie: Краща епізодична чоловіча роль               | Ідеальний голос                         | Номінація |
| 2016 | Drama League Awards                        | Видатне виконання                                          | Любий Еван Хансен                       | Номінація |
| 2016 | Outer Critics Circle Awards                | Найкраща головна чоловіча роль у мюзиклі                   | Любий Еван Хансен                       | Номінація |
| 2016 | Obie                                       | Найкращий актор                                            | Любий Еван Хансен                       | Перемога  |
| 2017 | Премія «Тоні»                              | Найкраща чоловіча роль у мюзиклі                           | Любий Еван Хансен                       | Перемога  |
| 2017 | Drama League Awards                        | Видатне виконання                                          | Любий Еван Хансен                       | Перемога  |
| 2017 | Премія Люсіль Лортель                      | Найкраща чоловіча роль у мюзиклі                           | Любий Еван Хансен                       | Перемога  |
| 2017 | Премія глядацьких симпатій на Broadway.com | Найкращий головний актор мюзиклу                           | Любий Еван Хансен                       | Перемога  |
| 2017 | Премія глядацьких симпатій на Broadway.com | Найкраща пара на сцені                                     | Любий Еван Хансен                       | Перемога  |
| 2018 | Премія «Греммі»                            | Найкращий альбом на основі мюзиклу                         | Любий Еван Хансен                       | Перемога  |
| 2018 | Денна премія «Еммі»                        | Кращий музичний виступ в денній програмі                   | «Вас знайдуть» (у шоу «The Today Show») | Перемога  |
| 2020 | Кінопремія «Золотий глобус»                | Найкраща чоловіча роль в телесеріалі — комедії або мюзиклі | Політик                                 | Номінація |
| 2020 | Hasty Pudding Man of the Year              |                                                            |                                         | Перемога  |